# 拉里·威奇
拉里·威奇,（英語：Larry D. Wyche，1957年11月10日—），美國陸軍退役中將，官至美國陸軍裝備司令部副司令。在此任職之前，拉里·威奇曾擔任美國陸軍訓練與條令司令部的特別助理。他還曾擔任美國陸軍聯合兵種支援司令部司令，卓越保障中心（SCoE）主任和弗吉尼亞州李堡的高級任務指揮官。

## 早年生活与学养
拉里·威奇於1957年11月10日在弗吉尼亞州恩波里亞出生並長大。 他1974年畢業於恩波里亞格林斯維爾縣高中。1982年5月，拉里·威奇從德克薩斯農工大學科伯斯克里斯蒂分校獲得美國陸軍軍需部隊和工商管理學士學位（BBA）。他獲得佛羅里達理工學院後勤管理碩士學位並從美軍工業學院國家資源戰略专业获得了物流管理碩士學位。他在美軍工業學院期间也进修了聯合職業軍事教育課程，进入美軍參謀學院、美國陸軍指揮參謀學院研修，进一步完成後勤行政發展課程。

## 戎马生涯

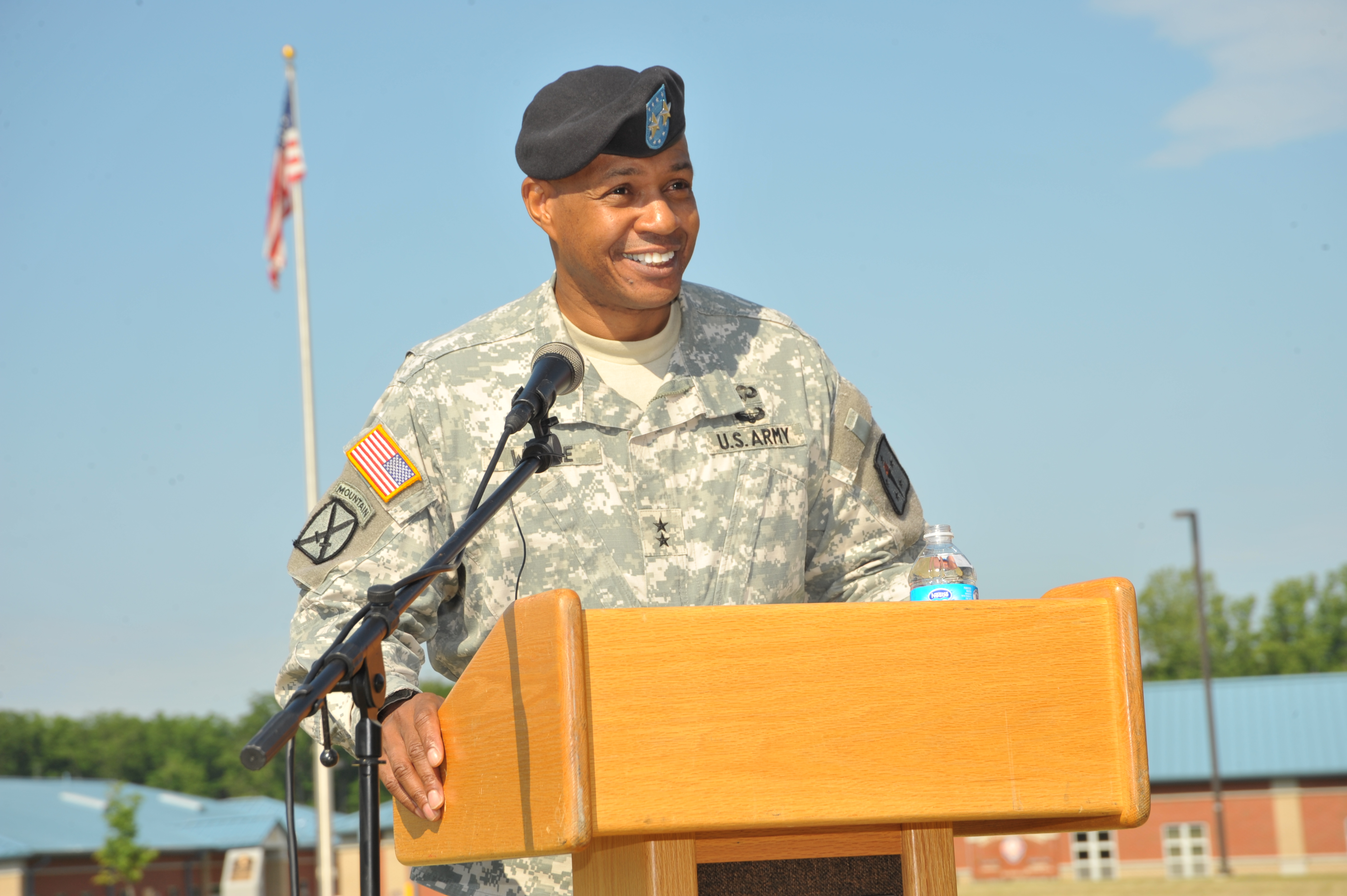
拉里·威奇在军械中心和学校的指挥仪式上发表讲话。

拉里·威奇从入伍开始他的职业生涯，在美国騎兵偵察兵队期间获得小队长。Wyche在 德克薩斯農工大學科伯斯克里斯蒂分校畢業後任官少尉。他最初的任務是在弗吉尼亞州李堡的第26軍需營、第240軍需營、他擔任排長。在完成這項任務並參加軍需官晉級課程之後，派赴駐韓美軍的美國第八軍團，擔任第2軍需群第114軍需連連長，結束連長任期後进入佛羅里達理工學院，完成後勤管理碩士學位課程。隨後，他改配至洛杉磯波爾克堡的第5步兵師擔任計畫作戰官，後來又擔任參四（G-4，後勤）的補給勤務官。在波爾克堡進行了為期兩年的巡迴历练之後，拉里·威奇至德克薩斯州胡德堡的美國陸軍第2裝甲師，擔任參四修護補給處長。
在他甄選進入堪薩斯州萊文沃思堡的美國陸軍指揮參謀學院結業後，他在維護海地民主行動期間出任北卡羅來納州布拉格堡的第18空降軍參四整備處長。
在此任務之後，拉里·威奇擔任北卡羅來納州布拉格堡第46軍支援群參三（作戰）及第1軍支援司令部第189軍支援營執行官。
1997年，拉里·威奇返回韓國，擔任聯合國軍／韓美聯合軍／駐韓美軍司令部聯合後勤計劃官。返美後前往德克薩斯州胡德堡任第4步兵師第4前線支援營營長。
威奇自萊斯利堡J.麥克奈爾的美軍工業學院畢業後，進入華盛頓特區的美國國防部擔任倡議組組長，後來擔任美國陸軍參八（資源管理）部隊發展處聚焦後勤科長。
後來，他出任紐約州德拉姆堡美國陸軍第10保障旅旅長，兼任持久自由行動阿富汗巴格拉姆機場第76聯合特遣隊聯合後勤司令部司令。
結束旅長之後，拉里·威奇回到國防部本部，擔任華盛頓特區參四副參謀長室戰略整合處長。
2008年8月1日，他接管了伊利諾斯州岩島兵工廠的聯合彈藥和致命生命週期管理司令部/聯合彈藥司令部。該命令包括17個地點的15,000多名員工和擁有倉庫，工廠和武庫的士兵。
該組織管理彈藥製造廠和儲存庫，為所有軍種，其他國防和聯邦機構以及相關國家提供彈藥。他的下一個職位是2010年8月至2012年6月紅石兵工廠的美國陸軍裝備司令部後勤作戰副參謀長。
2012年6月28日，拉里·威奇成為美國陸軍聯合兵種支援司令部（CASCOM）／卓越保障中心和弗吉尼亞州李堡的司令。軍備支援司令部作為訓練條令司令部（TRADOC）的主要下屬指揮機構，訓練和教育士兵和平民，開發和整合能力，讲授概念和學說，並執行功能性指導以實現陸軍的維持作戰功能。
拉里·威奇於2014年8月22日離任聯兵支援司令，目前擔任美國陸軍訓練與條令司令部司令特助，和維吉尼亞州的兰利-尤斯蒂斯联合基地指揮官。 
於2014年12月11日獲得美國參議院批准他升任中將。
2015年4月10日，他在美國陸軍裝備司令部副司令帕特丽夏·麦克奎尼斯中將退役後獲得了此次晉升 。

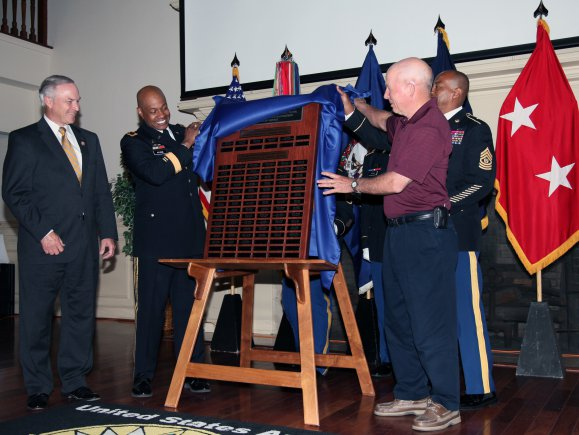
美國陸軍聯合軍備支援司令部（CASCOM）認可陸軍部文官可有40年或更長時間的服務，國會議員蘭迪·富比士和威奇少將推出紀念牌匾

### 晉階日期
| 军階 | 日期           |
| ---- | -------------- |
| 中將 | 2015年4月10日  |
| 少將 | 2011年8月3日   |
| 准將 | 2008年11月2    |
| 上校 | 2004年4月1日   |
| 中校 | 1998年6月1日   |
| 少校 | 1994年7月1日   |
| 上尉 | 1985年3月1日   |
| 中尉 | 1984年10月18日 |
| 少尉 | 1982年5月26日  |

## 所獲勳章
Army Staff Identification Badge
Parachutist Badge
 Air Assault Badge
|  | Distinguished Service Medal with two oak leaf clusters |
|  | Legion of Merit with oak leaf cluster                  |
|  | Bronze Star                                            |
|  | Defense Meritorious Service Medal                      |
|  | Meritorious Service Medal with two oak leaf clusters   |
|  | Army Commendation Medal with three oak leaf clusters   |
|  | Joint Service Achievement Medal with oak leaf cluster  |
|  | Army Achievement Medal with oak leaf cluster           |
|  | Army Reserve Component Achievement Medal               |
|  | Armed Forces Expeditionary Medal                       |
|  | Global War on Terrorism Service Medal                  |
|  | Afghanistan Campaign Medal                             |
|  | Humanitarian Service Medal                             |

## 名言
他有一句名言是：

“我们是战士后勤人员和支持者，准备全力以赴，支持战斗。只要能给我们一加仑汽油，一颗子弹，我们就永远不会说不！”
"We are Warfighter Logisticians and Supporters, prepared to give the shirts off our backs and boots off our feet, to support the fight. We will never say no, as long as there is one gallon of gas to give, or one bullet to give"